# جوني كليج
جوني كليج (بالإنجليزية: Johnny Clegg) هو موسيقي وعازف قيثارة ومغن مؤلف جنوب أفريقي، ولد في 7 يونيو 1953 في روتشديل في المملكة المتحدة. اعتمدت موسيقاه على مزج إيقاعات ثقافة الزولو مع موسيقى البوب الغربية. عرف كليج بمعارضته نظام الفصل العنصري في جنوب أفريقيا. حققت مبيعات ألبوماته 5 ملايين نسخة، ومن أشهر أغانيه (أسيمبونانغا) و(سكاتيرلينغز أوف أفريكا). أهدى جوني أحد أغنياته إلى نيلسون مانديلا، تم حضرالأغنية لفترة في جنوب أفريقيا ثم تحولت إلى أحد رموز بلاد قوس قزح في عام 1994. توفي في 16 يوليو عام 2019 بمدينة جوهانسبرغ جراء مرض السرطان. 

## وصلات خارجية
- الموقع الرسمي
- جوني كليج على موقع IMDb (الإنجليزية)
- جوني كليج على موقع الموسوعة البريطانية (الإنجليزية)
- جوني كليج على موقع ميوزك برينز (الإنجليزية)
- جوني كليج على موقع أول موفي (الإنجليزية)
- جوني كليج على موقع أول ميوزيك (الإنجليزية)
- جوني كليج على موقع ديسكوغز (الإنجليزية)
- جوني كليج على موقع قاعدة بيانات الفيلم (الإنجليزية)